# Slag bij Neville's Cross
De Slag bij Neville's Cross was een veldslag die op 17 oktober 1346 werd uitgevochten op Engelse bodem nabij Durham.

## Achtergrond
In de loop van 1346 werd duidelijk dat de Engelsen onder koning Eduard III op het punt stonden om de Honderdjarige Oorlog tegen Frankrijk te hervatten. Koning Filips VI van Frankrijk was verontrust door een mogelijke invasie omdat zijn troepen nog niet gereed waren om het noorden van Frankrijk te verdedigen. Daarom riep hij het oude bondgenootschap (Auld Alliance) met Schotland nieuw leven in door koning David II om hulp te vragen. Hoewel de oproepen van Filips steeds wanhopiger werden, viel de Schotse koning pas in oktober Engeland binnen.
Op 7 oktober trok het Schotse leger, 12.000 man sterk, de Schots-Engelse grens over. Liddesdale werd ingenomen en van Carlisle werd een afkoopsom ontvangen. Hoewel de Schotten het verrassingselement aan hun zijde hadden, waren de strategische en tactische capaciteiten van David niet dusdanig dat hij er zijn voordeel uit kon halen. Een week na het oversteken van de grens rukten de Schotten op in de richting van Durham en Yorkshire, waarbij de priorij van Hexham werd geplunderd. De Franse koning had aan de Schotse koning bericht dat het noorden van Engeland een 'onverdedigde leegte' was. In werkelijkheid had koning Eduard aan William Zouche, aartsbisschop van York, de opdracht gegeven om een klein leger bijeen te brengen om het noorden te verdedigen. In Richmond werden regimenten uit Lancashire, Northumberland en Cumbria in allerijl samengebracht. Het leger dat uit deze regimenten werd samengesteld was niet groot en 3.000 man uit Yorkshire waren nog onderweg. Doordat Eduard het beleg voor Calais had geslagen konden er niet meer mannen aan de aartsbisschop ter beschikking worden gesteld. Op 14 oktober besloot de aartsbisschop om niet meer te wachten op de mannen uit Yorkshire.

## De slag
De Schotten ontdekten het Engelse leger pas in de morgen van 17 oktober toen de voorhoede onder leiding van William Douglas in de ochtendmist stuitte op de Engelse voorhoede. Met zware verliezen werden de Schotten teruggeslagen waarop David besloot om zijn troepen op hooggelegen terrein bij Neville's Cross op te stellen. Hun eerdere nederlagen bij Dupplin Moor en Halidon Hill indachtig besloten de Schotten zich defensief op te stellen. Aangezien ook de Engelsen dit deden ontstond er een impasse. Het terrein dat de Schotse koning had gekozen was niet erg goed en toen de Engelse boogschutters de Schotten aanzetten tot een aanval, vielen de Schotse formaties gemakkelijk uiteen. De Schotse aanvallen werden gemakkelijk afgeslagen en toen duidelijk werd dat de Engelsen aan de winnende hand waren, lieten verschillende edelen de Schotse koning in de steek. In de middag wilde ook de koning zich terugtrekken, maar hij werd na harde gevechten gevangengenomen.

## Nasleep
De overlevering verhaalt dat David er in eerste instantie in slaagde om het slagveld te ontsnappen. Hij werd ontdekt door een groep Engelse soldaten nadat zijn spiegelbeeld in het water werd gezien toen hij zich verschool onder een brug over de Browney. De leider van de groep, John Copeland, werd tot ridder geslagen. David werd gevangengezet in Odiham Castle in Hampshire, waar hij van 1346 tot 1357 verbleef. In 1357 werd hij met 100.000 mark vrijgekocht.